# ATP Itaparica 1989
L'ATP Itaparica 1989  è stato un torneo di tennis giocato sul cemento. È stata la 4ª edizione dell'ATP Itaparica, che fa parte del Nabisco Grand Prix 1989. Il torneo si è giocato a Itaparica in Brasile, dal 20 al 26 novembre 1989.

## Campioni

### Singolare maschile
Martín Jaite ha battuto in finale  Jay Berger con il punteggio di 6–4, 6–4

### Doppio maschile
Rick Leach /  Jim Pugh hanno battuto in finale  Jorge Lozano /  Todd Witsken con il punteggio di 6–2, 7–6